# Peso mexican
Peso Mexican (cod ISO 4217: MXN) este unitatea monetară oficială a Mexicului. Se divide în 100 de cenți.